# Устинович, Владимир Иванович
Влади́мир Ива́нович Устино́вич (1883—1918) — профессиональный революционер, член РСДРП с 1905 г., большевик, участник борьбы за установление Советской власти на Алтае.

## Биография
Родился в Новгородской губернии. Окончил 2 курса учительской семинарии в Пскове. В 1903 г. сдал экстерном экзамен на звание народного учителя и до 1906 г. работал в сельской школе Тверской губернии. После вступления в РСДРП перешёл на нелегальное положение, работал в Новгородской, Псковской, Московской организациях. В 1908 г. арестован, до 1911 г. находился в тюрьме, затем выслан на поселение в Сибирь. Бежал, скрывался под разными фамилиями.
Прибыл в Барнаул в мае 1917 г. и включился в активную политическую деятельность. Стал одним из руководителей городской и губернской организаций РСДРП(б). Избран в августе 1917 г. гласным в Барнаульскую думу, член Барнаульского совета, в декабре 1917 г. — член военно-революционного комитета, который был создан советом для взятия власти. НачальникКрасной Гвардии Барнаула. В феврале 1918 г. избран председателем исполкома объединенного губернского Совета рабочих, крестьянских и солдатских депутатов. Занимался организацией уездных, волостных и сельских органов советской власти. В мае 1918 г. участвовал в работе I Западно-Сибирской конференции РКП(б), проходившей в Омске.
Восстание Чехословацкого корпуса застало его на пути в Барнаул. Устинович был арестован, бежал, перешёл линию фронта. В ЦК РКП(б) получил направление в Вологду, где в октябре 1918 г. избран председателем горкома ВКП(б). Вскоре за убийство сотрудницы аппарата губисполкома Клавдии Димаковой при не до конца выясненных обстоятельствах, был исключен из партии и расстрелян по приговору военно-полевого суда 6-й Красной Армии.